# Southern Cross (Australia)
Southern Cross è una città situata nella regione di Wheatbelt, in Australia Occidentale; essa si trova 370 chilometri a nord di Perth ed è la sede della Contea di Yilgarn. Al censimento del 2006 contava 711 abitanti.